# Nieborów-Parcela
Zygmuntów – część wsi Nieborów w Polsce położona w województwie łódzkim, w powiecie łowickim, w gminie Nieborów.
W latach 1975–1998 Nieborów-Parcela administracyjnie należała do województwa skierniewickiego.